# Nesodynerus optabilis
Nesodynerus optabilis är en stekelart som beskrevs av Perkins 1901. Nesodynerus optabilis ingår i släktet Nesodynerus och familjen Eumenidae. Inga underarter finns listade i Catalogue of Life.